# Флаг Варвинского района
Флаг Варвинского района (укр. Прапор Варвинського району) — официальный символ Варвинского района Черниговской области, утверждённый 29 января 2004 года решением сессии районного совета.

## Описание
Флаг представляет собой прямоугольное полотнище с соотношением сторон 2:3, разделенное по горизонтали на три полосы: зеленую, синюю и желтую в соотношении 2:1:1. В левом верхнем углу на зеленой полосе расположен герб района, который является щитом, разделенный зеленым острием на лазоревую и золотую части. На первой части расположен золотой колосок, на другой части размещена черная нефтяная вышка. На острие находится золотой лапчатый крест, вокруг которого — четыре лазурные звезды (вверху — две меньшие шестилучевые, снизу — две более крупные семилучевые). Снизу изображено красное сердце.
| Цвет | Зелёный     | Синий        | Жёлтый       |
| ---- | ----------- | ------------ | ------------ |
| RGB  | 22, 167, 80 | 37, 181, 233 | 249, 221, 17 |
| HTML | #16a750     | #25b5e9      | #f9dd11      |